# Vanni Fucci
(Dante Alighieri, Inferno, Canto XXV, 3)
Vanni Fucci detto "Bestia" (Pistoia, ... – post 1295 ma ante 1300) è un personaggio storico del XIII secolo, originario di Pistoia. La sua fama è legata soprattutto all'esser stato citato da Dante Alighieri nei Canti XXIV e XXV dell'Inferno.

## Personaggio storico
Figlio illegittimo del nobiluomo Fuccio de' Lazzeri, viene in genere indicato come un uomo dall'indole violenta e incline alla rissa. Quale guelfo nero prese parte alle lotte interne in città a partire dal 1288, distinguendosi per le razzie che perpetrava a danno delle famiglie avversarie.
Nel 1289 partecipò alla guerra contro Pisa nella presa della Rocca di Caprona tra le file dei fiorentini e probabilmente fu in quell'occasione che Dante Alighieri ebbe modo di conoscerlo, restandone particolarmente colpito in senso negativo per le futili atrocità delle quali si rese protagonista.
Nel 1293 durante una notte del carnevale, entrò in Duomo con una banda di farabutti e depredò la Cappella di San Jacopo di oggetti preziosi: tavole d'argento, reliquie e arredi. Su questo episodio, citato da Dante, la documentazione è piuttosto carente e talvolta discordante. Pare che in un primo momento venisse incolpato del furto sacrilego il figlio di un suo amico, forse tale Rampino Foresi (o Vergellesi), il quale era già stato condannato alla forca quando venne arrestato un complice del Fucci (forse il notaio Vanni della Monna) che svelò, prima di essere impiccato, il suo coinvolgimento. Nel frattempo Vanni Fucci era riparato nel contado e si era dato alla briganteria, terrorizzando la campagna pistoiese dalla rocca di Montecatini Alto.
Nel febbraio 1295 fu condannato in contumacia dal comune di Pistoia quale omicida e predone, ma ciò non gli impedì di essere di nuovo in città nell'agosto per compiere nuovi saccheggi contro guelfi bianchi. Dopo quella data, non si hanno più notizie di lui: stando al passo dantesco egli doveva essere già morto nel 1300, ma non si sa se per cause naturali o violente.

## Personaggio letterario
Molti critici sono concordi nell'indicare Vanni Fucci come il personaggio più fosco e negativo di tutto l'Inferno dantesco. Il poeta lo incontra nella bolgia dei ladri, quale dannato che viene morso dai serpenti che emergono dalla fossa e ogni volta viene incenerito per ricomporsi immediatamente, come una fenice. La sua descrizione è caratterizzata da un fortissimo rilievo drammatico. Ai due poeti pellegrini si presenta così:
poco tempo è, in questa gola fiera.

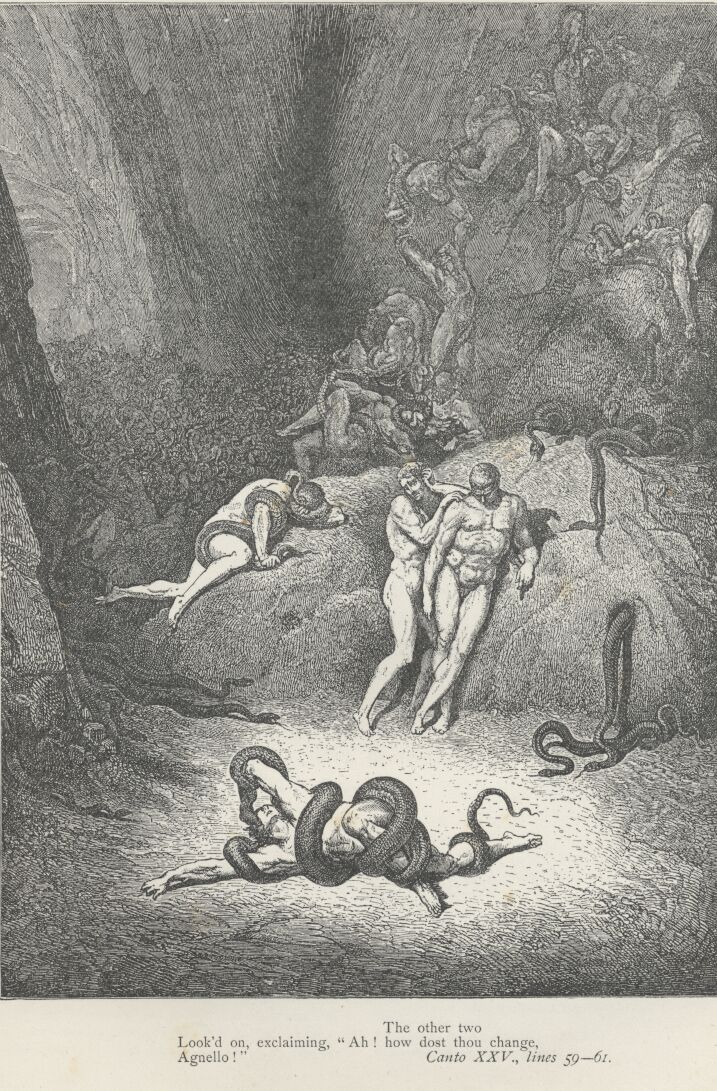
La bolgia dei ladri, illustrazione di Gustave Doré

Vita bestial mi piacque e non umana,

sì come a mul ch'i' fui; son Vanni Fucci

bestia, e Pistoia mi fu degna tana".»
(Inf. XXIV, 122-126)
In queste poche parole dice che è morto da poco e inizia, con compiacimento e senza una minima traccia di rammarico, a raccontare la sua vita scellerata, usando la parola "bestia" e immagini ad essa correlate ben 5 volte in tre versi (bestia, bestial, non umana, mul, tana). Si pensa infatti che Bestia fosse il suo soprannome. Dante cita anche la matta bestialità quale uno dei tre pilastri del peccato, che viene in genere indicata con la violenza.
Ma nel sistema delle pene e dei peccati di Dante, che riprende dall'Etica Nicomachea di Aristotele, essi hanno un preciso ordine gerarchico di gravità e la violenza verso il prossimo, per quanto futile e efferata, è meno grave dei peccati di frode, dove l'intelletto umano, il più grande dono divino, viene usato a fin di male, per recare danno altrui. Vanni sa che si è vantato di peccati tutto sommato minori tacendo su quello più vergognoso del furto: dopotutto a seguito delle sue condanne quale omicida e predone violento era tristemente famoso in tutta la Toscana. Ma Dante dopo aver ascoltato, magari con disgusto, il suo racconto rincalza Virgilio affinché Vanni non mucci, cioè non svii, perché quello che ha detto non è la colpa che lo ha condannato a questa bolgia, ben più infamante di quella dei violenti.
Allora il dannato, con un grandioso realismo psicologico, si volta direttamente verso Dante, saltando il tramite di Virgilio, e lo fissa alzando gli occhi e l'animo, mentre sul suo viso si dipinge la vergogna. Dice infatti che è stato colpito nel punto che più gli duole, cioè il farsi trovare in questa miseria presente, fatto ben più doloroso del morire stesso. A questo punto Vanni deve confessare, per la domanda fattagli da un protetto della Divina Provvidenza, e la sua ammissione è completa e degradante: Io fui / ladro (la colpa viene citata senza mezzi termini, nella maniera più diretta e incolpante), aggravato dal sacrilegio del furto degli arredi della sacrestia, per i quali fu erratamente accusato un altro. Nella sua disperazione rabbiosa Vanni si doveva forse essere pentito della tanta spavalda confessione precedente, dove si era presentato con il suo nome intero. Lo scontro personale Vanni-Dante è sottolineato dall'insistenza del "tu" che il pistoiese rivolge a Dante, sullo sfondo anche dello scontro a livello politico, essendo i due appartenenti a due fazioni opposte (guelfi neri per Vanni, guelfi bianchi per Dante).
Ma dopo l'umiliazione dell'ignobile confessione egli desidera a sua volta ferire Dante, perché di tal vista egli non possa godere, dicendogli con meschina solennità: "Apri li orecchi al mio annunzio, e odi". Segue la profezia, non senza riferimenti oscuri e complessi, della sconfitta dei guelfi bianchi dove "ogne Bianco ne sarà feruto"; famosa è la chiusura del canto: "E detto l'ho perché doler ti debbia!".
Nel canto successivo Vanni Fucci rincara la dose strafacendo: con le due mani rivolte al cielo nel gesto delle fiche dice: "Togli, Dio, ch'a te le squadro!" ("Tié, Dio, queste sono per te!"), prima che due serpenti lo leghino mani e gola e lo facciano rotolare a terra, come punizione per la sua bestemmia e per la sua superbia. Dante ne rimane così disgustato da mettere nero su bianco una cruda invettiva contro Pistoia, città degna, secondo lui, di tali cittadini. Vanni Fucci poi fugge, sempre legato dalle serpi, per dare spazio al prossimo personaggio della bolgia dei ladri, Caco.

## Nella cultura di massa
Lo scrittore statunitense Dan Simmons scrisse un racconto incentrato su questo personaggio chiamato Vanni Fucci è vivo e vegeto e abita all'inferno. Inoltre, un personaggio ispirato a Vanni Fucci è presente nel romanzo Gli uomini vuoti dello stesso autore.
A Chivasso, verso la fine degli anni '90, si formò per esibirsi su palcoscenici di tutta Italia, una band che omaggiò Mr. Bungle e Vanni Fucci chiamandosi Mr. Fucci.